# Жемчужина в короне
«Жемчужина в короне» (пол. Perła w koronie) — польский драматический фильм 1972 года режиссёра Казимежа Куца. Был представлен на Каннском кинофестивале 1972 года. Фильм также был представлен польской стороной к участию в конкурсе «Лучший фильм на иностранном языке» на 45-й церемонии вручения премии «Оскар», однако не был принят в качестве номинанта.

## Сюжет
Действие фильма происходит в августе 1934 года в польской части Верхней Силезии. Фильм повествует об истории забастовки на вымышленной шахте «Зигмунт». Ясь, молодой шахтёр, работающий на шахте, живёт с супругой и двумя маленькими сыновьями. Однажды он узнаёт, что убыточную шахту закроют путём её затопления водой. Вспыхивает забастовка. Семьи помогают бастующим, несмотря на то, что шахта окружена полицейским кордоном. Обращения в правительство остаются без ответа, руководство шахты упорствует, поэтому горняки объявляют голодовку. В ответ полиция жестоко разгоняет демонстрацию. Решительные горняки решают продолжить забастовку под землёй, несмотря на неминуемую угрозу затопления шахты, согласно первоначальному плану. В конце концов, руководство и рабочие подписывают мировое соглашение, шахтёры выходят на поверхность и возвращаются к своим семьям.

## Актёрский состав
- Люция Коволик ― Викта
- Ольгерд Лукашевич ― Ясь
- Ян Энглерт ― Эрвин Малинок
- Францишек Печка ― Хуберт Серша
- Ежи Цнота ― Август Мол
- Бернард Кравчик ― Францишек Була
- Тадеуш Мадея ― Охман
- Хенрик Марущик ― Алойз Груднек
- Мариан Опания ― Альберт
- Ежи Сивы ― Миленда